# Zoltán Kodály
Zoltán Kodály (n. 16 decembrie 1882, Kecskemét, Austro-Ungaria – d. 6 martie 1967, Budapesta, Republica Populară Ungară) a fost un compozitor maghiar.